# Octanitrocuban
Octanitrocuban (kurz ONC) ist eine chemische Verbindung mit der Konstitutionsformel C8(NO2)8, die als Sprengstoff genutzt werden kann.
Octanitrocuban wurde erstmals 1999 an der Universität von Chicago von den Chemikern Philip E. Eaton und Mao-Xi Zhang synthetisiert.

## Gewinnung und Darstellung
Die erstmalige Synthese erfolgte durch die Zugabe von Nitrosylchlorid zu, in Dichlormethan gelöstem, Heptanitrocuban bei −78 °C und anschließender Einleitung von Ozon, ebenfalls bei −78 °C.

## Eigenschaften
Das Molekül besitzt ein Gerüst von acht Kohlenstoffatomen, die einen Würfel bilden. Es ist ein Derivat des Kohlenwasserstoffs Cuban, bei dem die acht Wasserstoffatome des Cubans je durch eine Nitrogruppe ersetzt sind.
Die energiereiche Struktur der Würfelgeometrie, die hohe Dichte (für Explosivstoffe dieser Gattung) sowie die ausgeglichene Sauerstoffbilanz, die bei Zündung eine vollständige intramolekulare Reaktion zu acht Molekülen Kohlenstoffdioxid (CO2) und vier Molekülen Stickstoff (N2) bewirkt, stellen eine der Voraussetzungen für einen ungewöhnlich brisanten Sprengstoff dar.
Durch die hohe Spannung des Kohlenstoffgerüsts ist jedoch die Herstellung sehr schwer zu bewerkstelligen und teuer, aufgrund dessen ist Octanitrocuban nur im Milligramm- bis Gramm-Maßstab verfügbar.

### Explosionskenngrößen
Aufgrund des aufwendigen Herstellungsprozesses wurden die Explosionskenngrößen bisher nur theoretisch bestimmt, dies erfolgte unter Anwendung einer modifizierten Variante der Kamlet-Jacobs-Gleichungen:
- Explosionswärme: 8522 kJ/kg
- Detonationsgeschwindigkeit: 9771,3 m/s
- Detonationsdruck: 449,2 kbar

Octanitrocuban weist durch die Bindung der Nitrogruppen an Kohlenstoffatome, statt an Stickstoffe, oder Sauerstoffe wie im Nitroglycerin, im Vergleich zu leistungstechnisch vergleichbaren Nitramin-Sprengstoffen, wie HMX oder RDX, eine deutliche Unempfindlichkeit gegenüber Schlageinwirkung auf. So führte die direkte Einwirkung eines Hammerschlages nicht zur Detonation.